# Jacques Villeneuve
Pour les articles homonymes, voir Jacques Villeneuve (homonymie).
Ne doit pas être confondu avec son oncle Jacques Villeneuve
Jacques Villeneuve, né le 9 avril 1971 à Saint-Jean-sur-Richelieu au Québec, est un pilote automobile canadien québécois, actuellement commentateur des Grands Prix de Formule 1 sur Canal+ depuis 2013 aux côtés de Julien Fébreau. En Formule 1, de 1996 à 2006 (166 départs), il a été sacré champion du monde en 1997 et a remporté onze victoires, dont quatre dès sa première saison, toutes sur Williams-Renault. Il compte également à son palmarès les 500 Miles d'Indianapolis et le championnat CART en 1995.
Jacques est le fils de Gilles Villeneuve, pilote de Formule 1 décédé lors des qualifications du Grand Prix de Belgique 1982. Son oncle Jacques Villeneuve a également connu une honorable carrière en Amérique du Nord au début des années 1980.

## Biographie

### 1989-1993: les premières années
Jacques Villeneuve passe son adolescence au collège alpin Beau Soleil de Villars-sur-Ollon en Suisse où il fait la connaissance de Craig Pollock, un Écossais professeur d'éducation physique et de ski, qu'il retrouvera par hasard quelques années plus tard au Japon et qui deviendra son manager et ami.
Jacques fait ses débuts en sport automobile en Italie en 1989, dans le cadre de la Coupe Alfa. Puis, il dispute pendant deux saisons le championnat d'Italie de Formule 3, terminant sixième du championnat en 1991. En 1992, il s'exile au Japon, où il participe au championnat local de Formule 3, terminant vice-champion de la série. Il termine aussi troisième du Grand Prix de Macao de Formule 3. En 1993, Villeneuve revient en Amérique du Nord disputer le championnat de Formule Atlantique, où son père et son oncle s'étaient illustrés. Sa carrière décolle à l'issue d'une unique saison marquée par cinq victoires, la troisième place du championnat et le titre honorifique de Rookie of the year. Villeneuve accède alors à la série CART, grâce au soutien du cigarettier Player's.

### 1994-1995: le CART
Sa première saison en CART est récompensée par le titre de Rookie of the year ; il termine deuxième des 500 miles d'Indianapolis et sixième du championnat. Il signe également sa première victoire, à Elkhart Lake, où son oncle avait signé son unique victoire en CART, neuf ans plus tôt. En 1995, il remporte les 500 miles d'Indianapolis (malgré une pénalité de deux tours infligée en début de course à la suite du dépassement du pace-car) puis il s'adjuge en fin d'année le championnat avec quatre victoires.

### 1996-2006: la Formule 1

#### 1996-1998: arrivée victorieuse chez Williams
Dès le début de la saison 1995, Villeneuve noue des contacts avec les dirigeants d'écuries de Formule 1 et, pendant l'été, fait un test avec l'écurie Williams-Renault sur le circuit de Silverstone : à peine moins rapide que les deux pilotes Williams Damon Hill et David Coulthard, qui connaissent parfaitement la voiture et le circuit, Villeneuve se voit offrir un volant de titulaire pour la saison 1996.

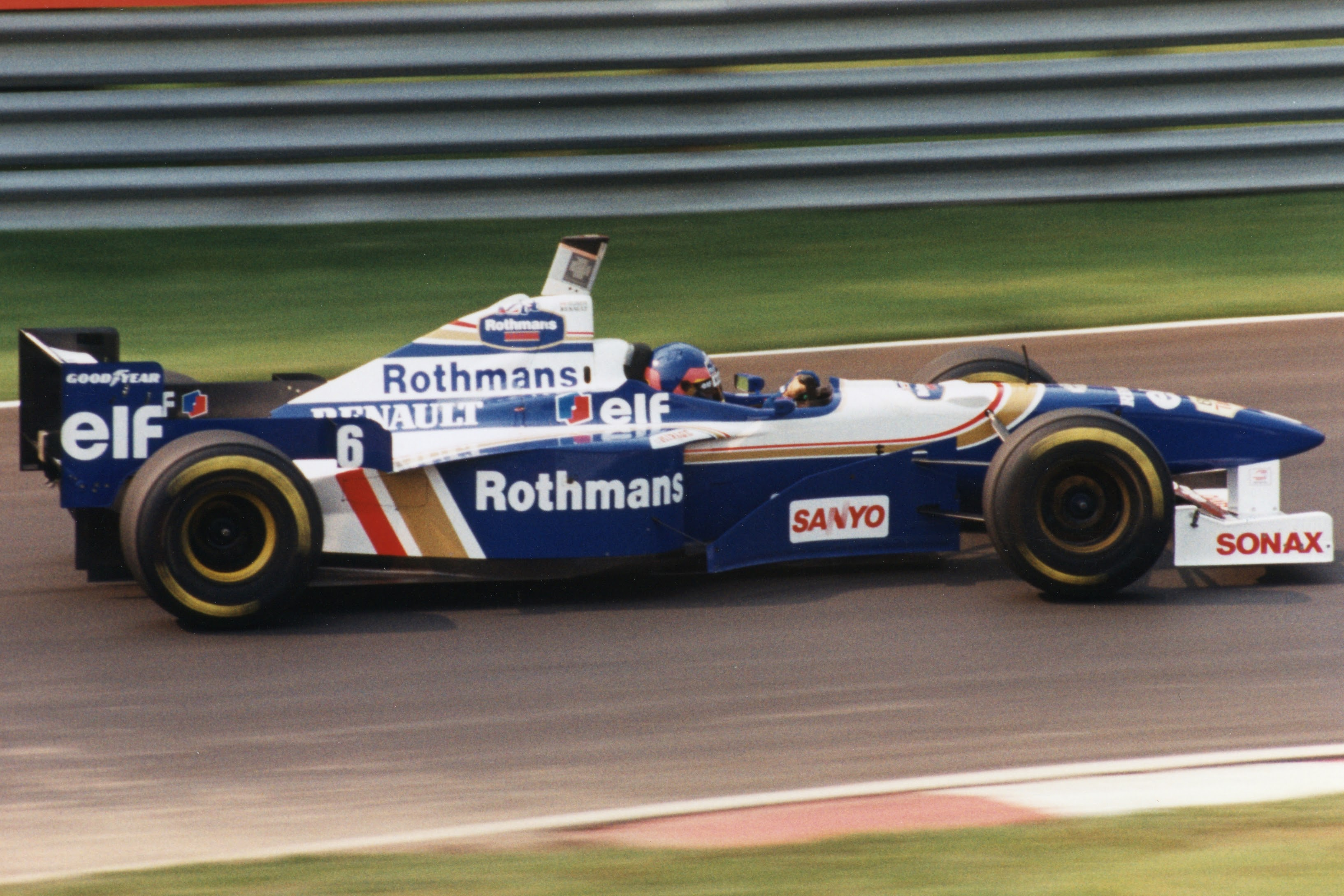
Jacques Villeneuve sur la Williams-Renault au Grand Prix du Canada 1996

La saison 1996 de Villeneuve commence par la pole position pour son premier Grand Prix, à Melbourne. Avant lui, seuls Carlos Reutemann en 1972 et Mario Andretti en 1968 avaient réussi une telle performance. En course, Villeneuve tient la dragée haute à son équipier Damon Hill avant de s'incliner en vue de l'arrivée à cause d'une fuite d'huile. Il termine deuxième et monte sur le podium de son premier Grand Prix, une performance plus vue depuis Mark Donohue au Grand Prix du Canada 1971. S'il est dominé en début de saison par Hill, plus expérimenté, il remporte le Grand Prix d'Europe, son quatrième Grand Prix, et la deuxième moitié de saison lui est plus favorable. Il remporte trois autres victoires (à Silverstone, Budapest et Estoril) et aborde l'ultime course avec une chance d'être titré ; il doit pour cela s'imposer tandis que Hill ne doit pas marquer de point. Villeneuve réalise la pole position devant Damon Hill. Il rate son départ, laissant Hill prendre le commandement, n'est jamais en position d'inquiéter le Britannique, et renonce qui plus est après la perte d'une roue. Il devient vice-champion du monde dès sa première saison, une performance qui ne sera égalée que par Lewis Hamilton en 2007.

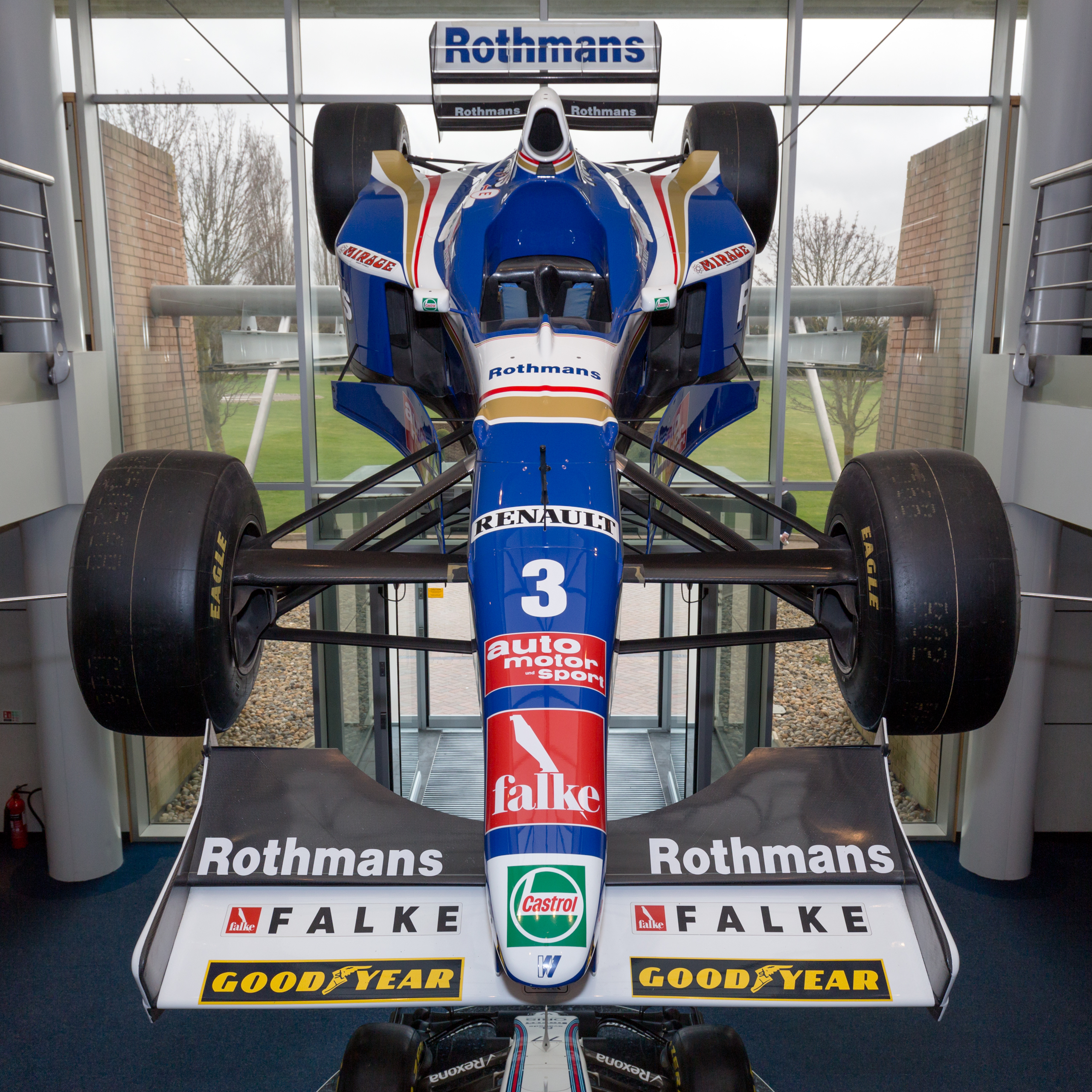
La Williams FW19 ayant mené Jacques Villeneuve au titre mondial en 1997

À l'entame de la saison 1997, Damon Hill parti chez Arrows et remplacé par Heinz-Harald Frentzen, Jacques Villeneuve est le favori du championnat, sa Williams FW19 étant supérieure à la concurrence. Sa campagne débute cependant par un accrochage avec la Sauber-Petronas de Johnny Herbert dès le premier virage du Grand Prix d'Australie alors qu'il partait en pole position. Le Canadien se rattrape à Interlagos et Buenos Aires mais abandonne sur une casse de boîte de vitesses à Saint-Marin (alors qu'il partait en pole position pour la quatrième fois consécutive) et sur un accident à Monaco, ce qui lui fait perdre la tête du championnat. Il la récupère après sa victoire à Barcelone mais la reperd aussitôt au profit de Michael Schumacher après être parti à la faute à domicile en début de course.
Villeneuve et Schumacher alternent ensuite victoires et contre-performances. Villeneuve l'emporte à Silverstone, Budapest (au prix d'un dépassement osé sur Damon Hill, en proie à des soucis techniques en vue de l'arrivée), sur l'A1-Ring et au Nürburgring où il remporte sa septième victoire de la saison, sa 11e et dernière en Formule 1. Une disqualification à Suzuka pour non-respect des drapeaux jaunes alors qu'il était cinquième entraîne un duel lors du dernier Grand Prix, à Jerez, où ils ne sont séparés que par un point au championnat, à l'avantage du pilote Ferrari. En qualifications, les deux hommes ainsi que Frentzen réalisent le même temps, Villeneuve part en pole position pour la dixième fois de la saison et la 13e et dernière fois de sa carrière en Formule 1. Moins bien parti que Schumacher, Villeneuve se lance dans une course-poursuite puis place une attaque surprise sur Schumacher au 48e passage. Ce dernier accroche le Québécois volontairement, un double abandon lui donnant le titre. Schumacher reste bloqué dans le bac à graviers et abandonne (puis est plus tard déclassé du championnat 1997) tandis que Villeneuve file vers le titre mondial. Dans le dernier tour, il laisse passer les McLaren-Mercedes de Mika Häkkinen et David Coulthard, plus rapides, n'ayant pas besoin de prendre de risques ; c'est la dernière fois qu'il mène un Grand Prix. À 26 ans, il devient le premier Canadien champion du monde de Formule 1, au bout de sa deuxième saison seulement, un fait qui ne sera égalé que par Lewis Hamilton en 2008.

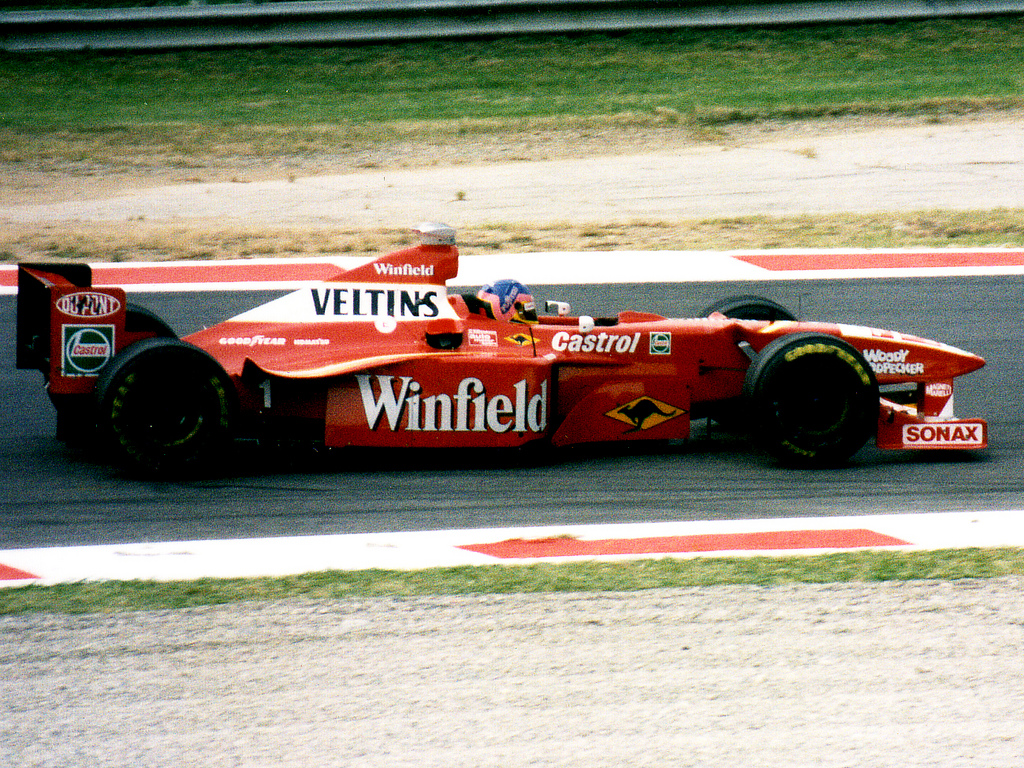
Jacques Villeneuve au Grand Prix d'Italie 1998.

En 1998, Williams perd le soutien officiel de Renault qui se retire, et d'Adrian Newey (cela dès le début de la saison 1997), parti chez McLaren. Les moteurs des FW20, des V10 Renault de la saison précédente, sont rebadgés Mecachrome et la voiture est en deçà des McLaren-Mercedes et des Ferrari. Jacques Villeneuve doit se contenter de quelques places d'honneur dont deux podiums (en Allemagne et en Hongrie) et d'une cinquième place au championnat du monde, ce qui est, compte tenu de la voiture, une bonne performance ; il devance son coéquipier Heinz-Harald Frentzen, septième, alors qu'au début de la saison précédente, Williams présentait l'Allemand, tout juste arrivé dans l'écurie, comme son pilote no 1 et prochain champion du monde après Damon Hill.

#### 1999-2003: le projet BAR

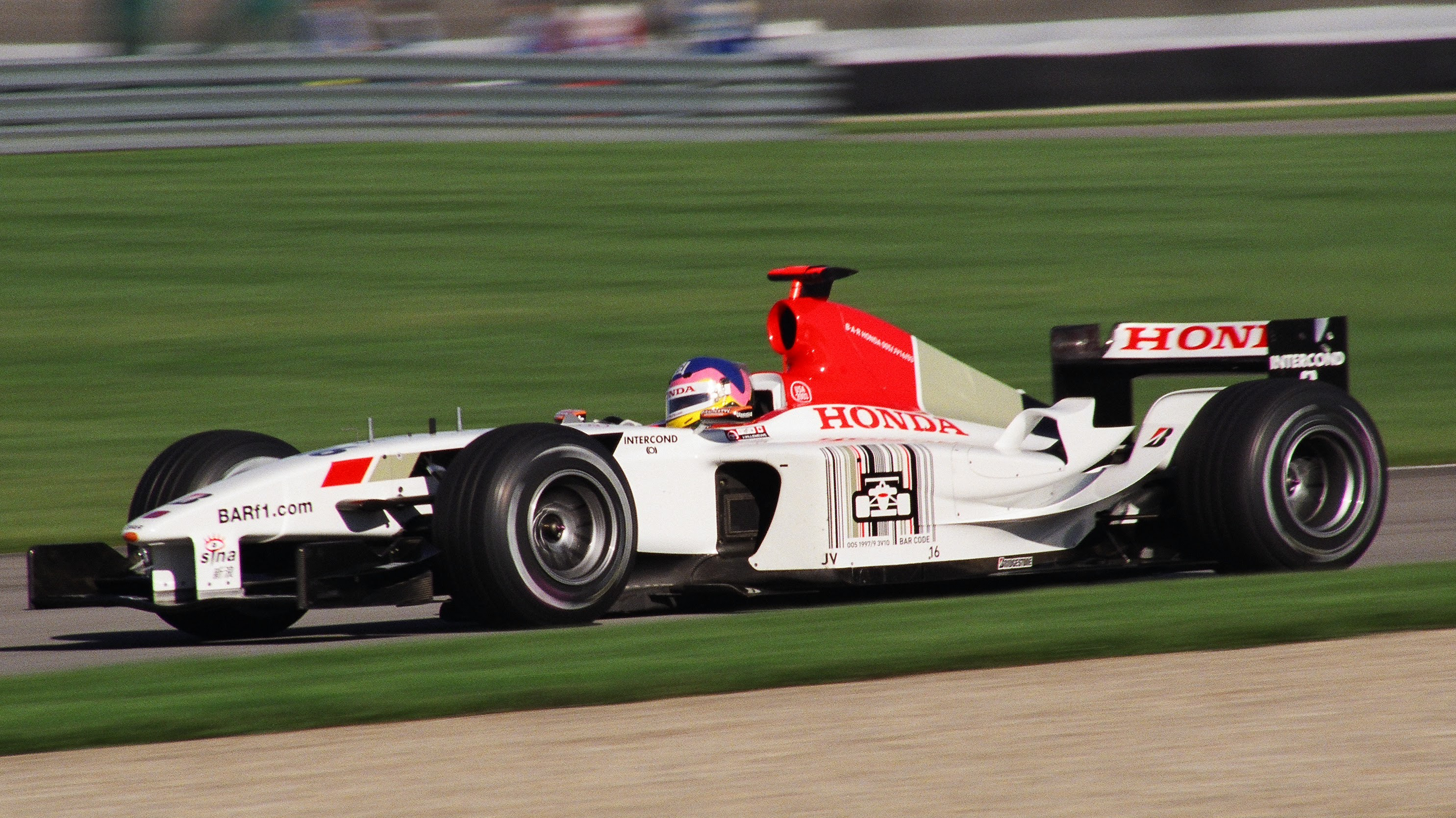
Jacques Villeneuve au Grand Prix des États-Unis 2003

Villeneuve donne une nouvelle orientation à sa carrière en rejoignant la nouvelle écurie British American Racing, cofondée par son ami et manager Craig Pollock. Malgré des moyens importants, BAR n'est jamais à la hauteur de ses ambitions d'origine et Villeneuve ne parvient jamais à lutter pour la victoire. En 1999, sur la BAR-Supertec, il n'inscrit aucun point à cause de problèmes de fiabilité récurrents, abandonnant à treize reprises en seize Grands Prix. À partir de 2000, renforcées par un partenariat signé avec le motoriste japonais Honda, les BAR progressent et Villeneuve inscrit 17 points en terminant notamment quatre fois quatrième. Il remonte à la septième place du championnat et bat nettement son coéquipier Ricardo Zonta, quatorzième avec trois points.
En 2001, Villeneuve fait équipe avec le Français Olivier Panis. Il monte sur ses premiers podiums depuis 1998 en Espagne et en Allemagne. Le podium d'Hockenheim est d'ailleurs son 23e et dernier. Il termine septième avec 12 points.
Fin 2001, le limogeage de Craig Pollock et son remplacement par David Richards fragilisent la position de Villeneuve au sein de l'écurie. Tandis que le niveau des BAR-Honda en 2002 repart à la baisse, l'écurie terminant huitième du championnat, les performances du Québécois, jugées insuffisantes compte-tenu de son salaire, sont régulièrement pointées par le nouveau directeur. En effet, Villeneuve n'inscrit des points qu'à deux reprises (quatrième en Grande-Bretagne et sixième aux États-Unis et termine douzième du championnat avec quatre points. À l'issue d'une saison 2003 perturbée par les conflits internes et durant laquelle il est sèchement battu par le jeune Jenson Button qui termine neuvième quand le Canadien est seizième, Villeneuve est limogé par Richards à la veille du dernier Grand Prix de la saison et remplacé par le Japonais Takuma Satō.

#### 2004-2006: retour chez Renault et Sauber
Sans volant pour 2004, Villeneuve préfère attendre d'éventuelles opportunités en Formule 1 plutôt que de s'engager dans une autre discipline. Il est appelé en fin de saison par Renault pour remplacer Jarno Trulli à l'occasion des trois dernières courses. Cette expérience est peu concluante, Villeneuve étant incapable de placer la Renault dans les points (ne faisant pas mieux que dixième). Simultanément, il annonce son engagement pour la saison 2005 avec l'écurie Sauber-Petronas.

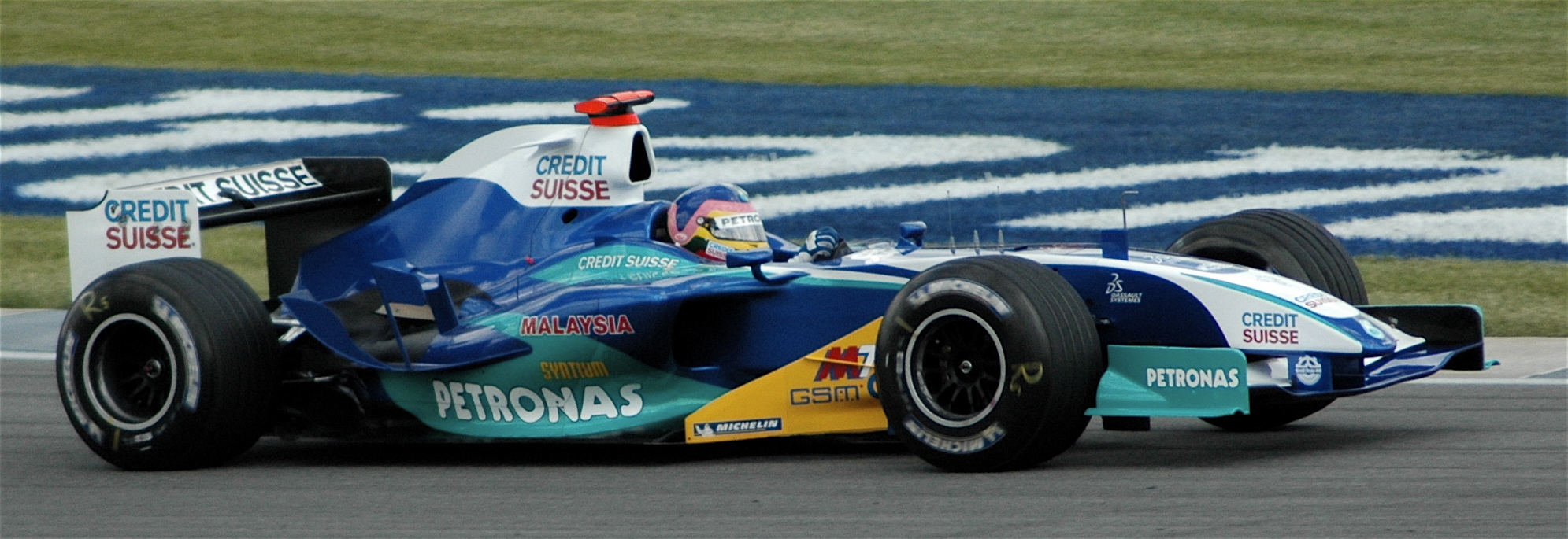
Jacques Villeneuve au volant de la Sauber C24 lors des qualifications du Grand Prix des États-Unis 2005.

En 2005, mis en difficulté par son jeune équipier Felipe Massa bien qu'il se classe tout de même quatrième à Saint-Marin, Villeneuve hausse son niveau de performance au fil de la saison, terminant notamment sixième en Belgique. Quatorzième du championnat avec neuf points, deux de moins que Massa, il conserve son volant pour la saison 2006 au sein de l'écurie désormais appelée BMW Sauber après son rachat par le constructeur bavarois. Toutefois, bien que son contrat coure sur plusieurs saisons, Villeneuve doit attendre un certain temps pour que BMW Sauber confirme sa présence, signe d'une confiance limitée de son nouvel employeur.

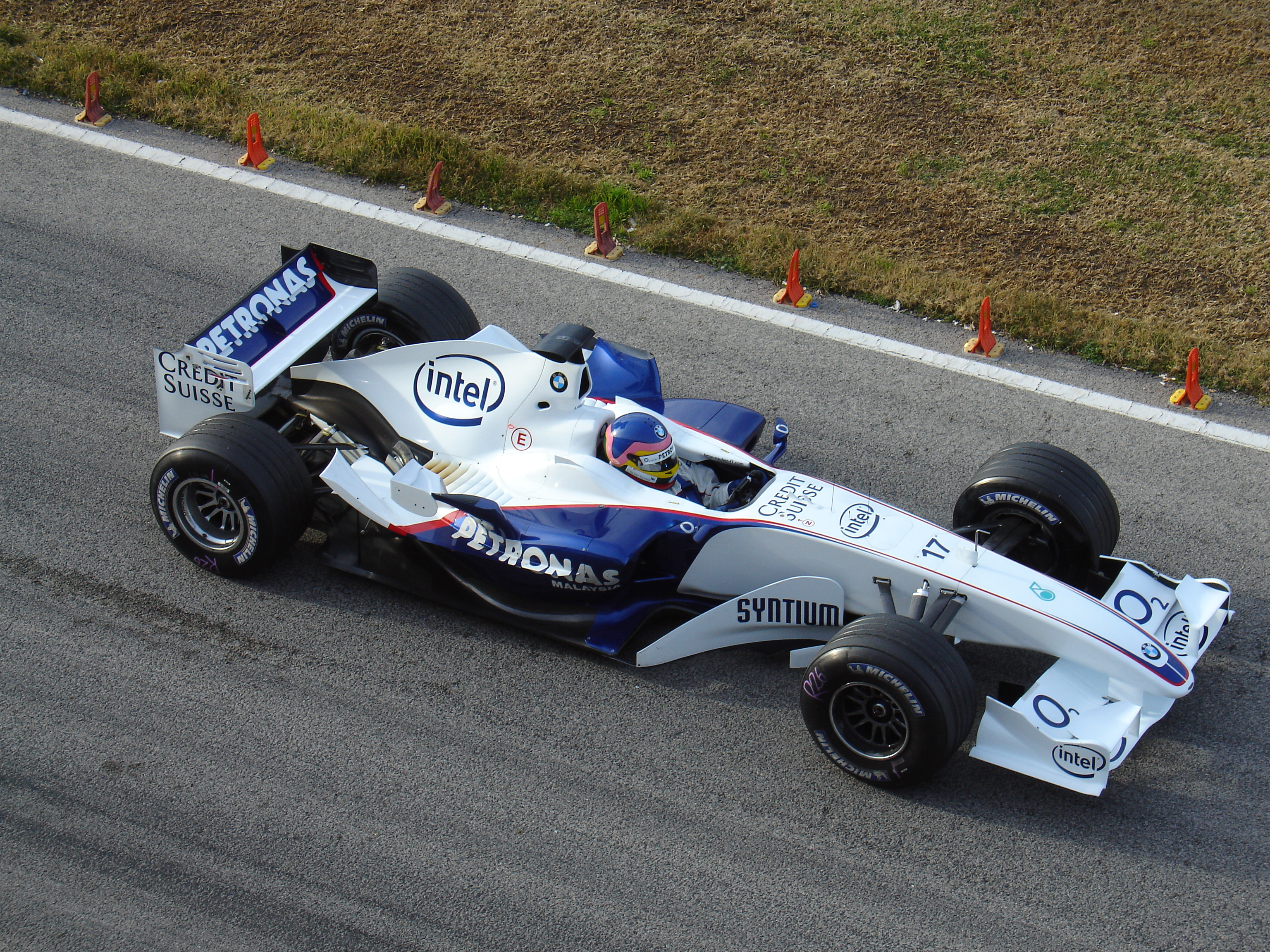
Jacques Villeneuve sur la BMW Sauber F1.06 en 2006 lors d'essais privés à Valence

Un bon début de saison 2006 au cours duquel il fait jeu égal avec son équipier Nick Heidfeld semble renforcer sa position au sein de l'équipe. Il termine notamment septième en Malaisie et sixième en Australie. Mais progressivement, il est rattrapé par les critiques, liées notamment aux performances du pilote-essayeur Robert Kubica jugées, par son équipe, supérieures à celles des pilotes titulaires. Au surlendemain du Grand Prix d'Allemagne, au cours duquel il s'accroche avec son coéquipier avant de partir à la faute plusieurs tours plus tard et de taper violemment le mur de pneus, il annonce à son employeur qu'en raison de douleurs physiques consécutives à son accident, il n'est pas en mesure de disputer l'épreuve suivante, en Hongrie. BMW Sauber titularise alors Robert Kubica ; ce qui ne devait être qu'un intérim se transforme en une mise à l'essai en vue du remplacement de Villeneuve jusqu'à la fin de la saison. Au lendemain du Grand Prix de Hongrie, BMW Sauber annonce par un communiqué de presse avoir trouvé un accord avec le pilote québécois pour mettre un terme anticipé à son contrat. Il quitte ainsi la Formule 1 au bout de 163 Grands Prix et termine sa dernière saison à la quinzième place, avec sept points.
En avril 2007, il publie un album de musique, Private Paradise.

#### 2010: échec du retour avec Stefan GP
En 2009, Toyota F1 Team se retire de la Formule 1. L'écurie serbe Stefan GP, ayant déjà tenté sa chance, pense participer à la saison 2010 en utilisant les châssis TF110 initialement construits pour la saison et semble proche de signer un contrat avec Jacques Villeneuve, lui permettant de revenir après trois saisons d'absence, et le Japonais Kazuki Nakajima mais cela n'aboutit pas, l'écurie n'étant pas autorisée à participer à la saison,,,.

### 24 Heures du Mans

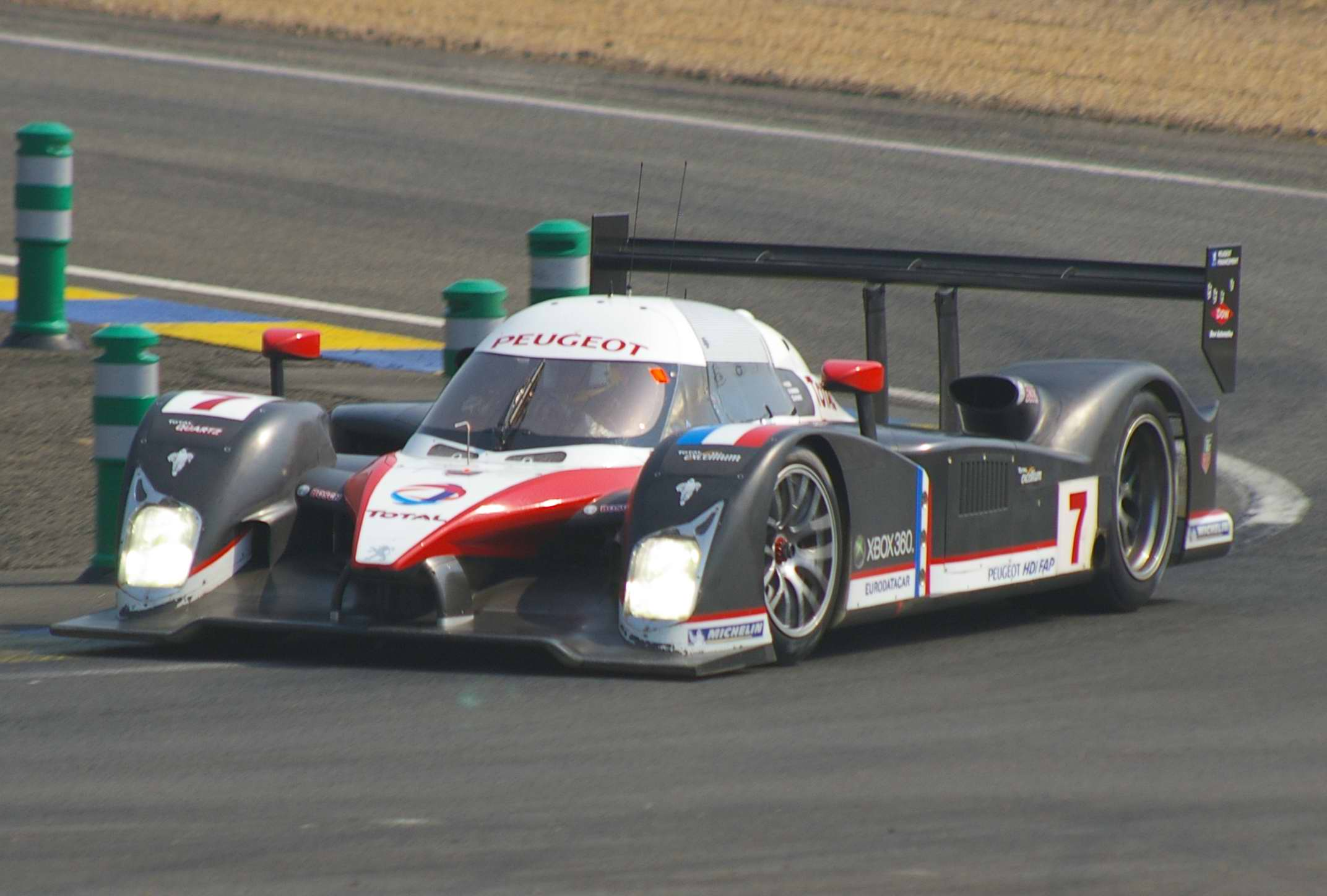
Villeneuve au volant de la Peugeot 908 lors de la journée test des 24 Heures du Mans

Villeneuve s'engage avec le constructeur français Peugeot pour participer aux 24 Heures du Mans 2007 au volant du prototype Peugeot 908, avec l'ambition de remporter la Triple couronne considérant la victoire aux 500 miles d'Indianapolis et aux 24 Heures du Mans ainsi que le titre de champion du monde de Formule 1 (et non la victoire au Grand Prix de Monaco) comme seul l'a réalisé Graham Hill. En équipage avec Nicolas Minassian et Marc Gené, il occupe la deuxième place à moins de deux heures de l'arrivée avant d'abandonner sur casse moteur. Le 11 mai 2008, pour parfaire sa connaissance de la Peugeot 908, il participe aux 1 000 kilomètres de Spa, qu'il remporte avec Minassian et Gené. Il termine second des 24 Heures du Mans 2008. Peugeot Sport, réclamant plus de temps à ses pilotes pour l'édition 2009, et Villeneuve travaillant sur le projet Nascar (et donc pas de temps pour les 24 Heures du Mans) ont fait que l'aventure n'a pas été renouvelée pour 2009.

### Nascar

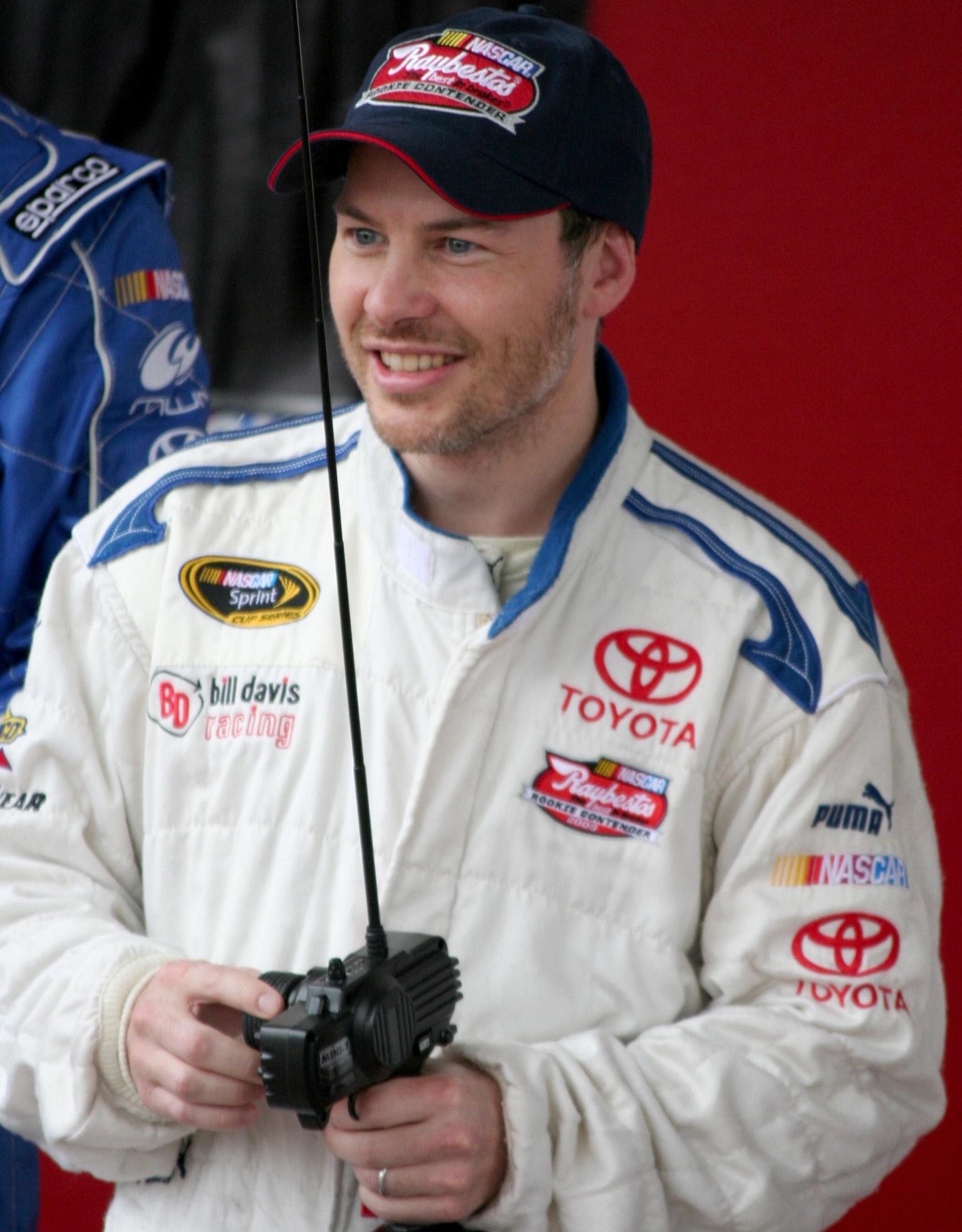
Villeneuve en 2008

Dès la fin de sa carrière en Formule 1, Villeneuve a exprimé son désir d'accéder aux épreuves de la Nascar, l'organisme qui gère les principaux championnats de stock-car aux États-Unis. Fin 2006, les médias font état de contacts avec l'écurie Roush Racing en vue d'un engagement dans le championnat Busch Series, la deuxième division de la Nascar, qui fait étape pour la première fois en 2007 sur le tracé Gilles-Villeneuve de Montréal.
Comme aucun accord n'est trouvé, Villeneuve s'engage en septembre 2007 avec le Bill Davis Racing, d'abord sur une Toyota Tundra de Craftsman Truck Series (la troisième division de la Nascar) à Las Vegas, puis sur une Toyota Camry de Nextel Cup, la catégorie reine où il débute le 7 octobre sur le Talladega Superspeedway en signant la 21e place, comme à Las Vegas. Il court avec le no 27 avec lequel il a brillé en CART et avec lequel son père a décroché ses derniers succès en Formule 1.
Ces courses préfigurent un engagement à temps complet en Cup Series en 2008, mais le pilote n'arrive pas à finaliser l'apport budgétaire requis par le Bill Davis Racing et, en février 2008, se présente aux essais du Daytona 500 sur une voiture vierge de tout commanditaire et ne se qualifie pas pour la course. Dès le surlendemain, son équipe annonce qu'elle renonce à engager Villeneuve tant qu'il n'a pas apporté le budget convenu.
En février 2019, il est engagé par le team Go Fas Racing en Nascar Whelen Euro Series.

### Consultant pour la télévision et la radio

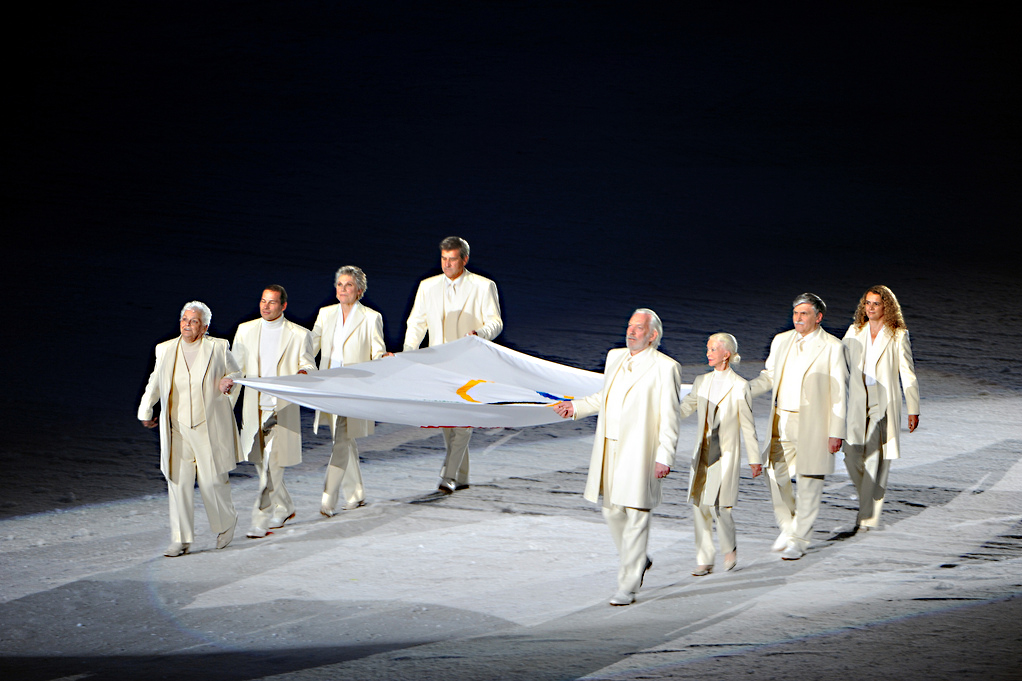
Jacques Villeneuve, deuxième à gauche, porte le drapeau olympique lors des Jeux olympiques d'hiver de 2010 à Vancouver.

En 2013, Jacques Villeneuve rejoint le groupe Canal+ pour commenter les Grands Prix de Formule 1 aux côtés du journaliste Julien Fébreau, un rôle que les deux commentateurs tiennent toujours en 2025. Il officie également sur SkySport F1 (it) en Italie en tant que commentateur consultant. Il intervient aussi à titre d'expert en Formule 1 à l'antenne radio du 98,5 FM au Québec.

### Trophée Andros
En 2011, 2012 et 2013, il participe à trois saisons complète du Trophée Andros dans l'équipe Škoda aux côtés de Olivier Panis et Franck Lagorce,. Il remporte une victoire, en 2013, à Saint-Dié-des-Vosges.

### Retour à la compétition aux Indianapolis 500 et en Championnat du monde de rallycross

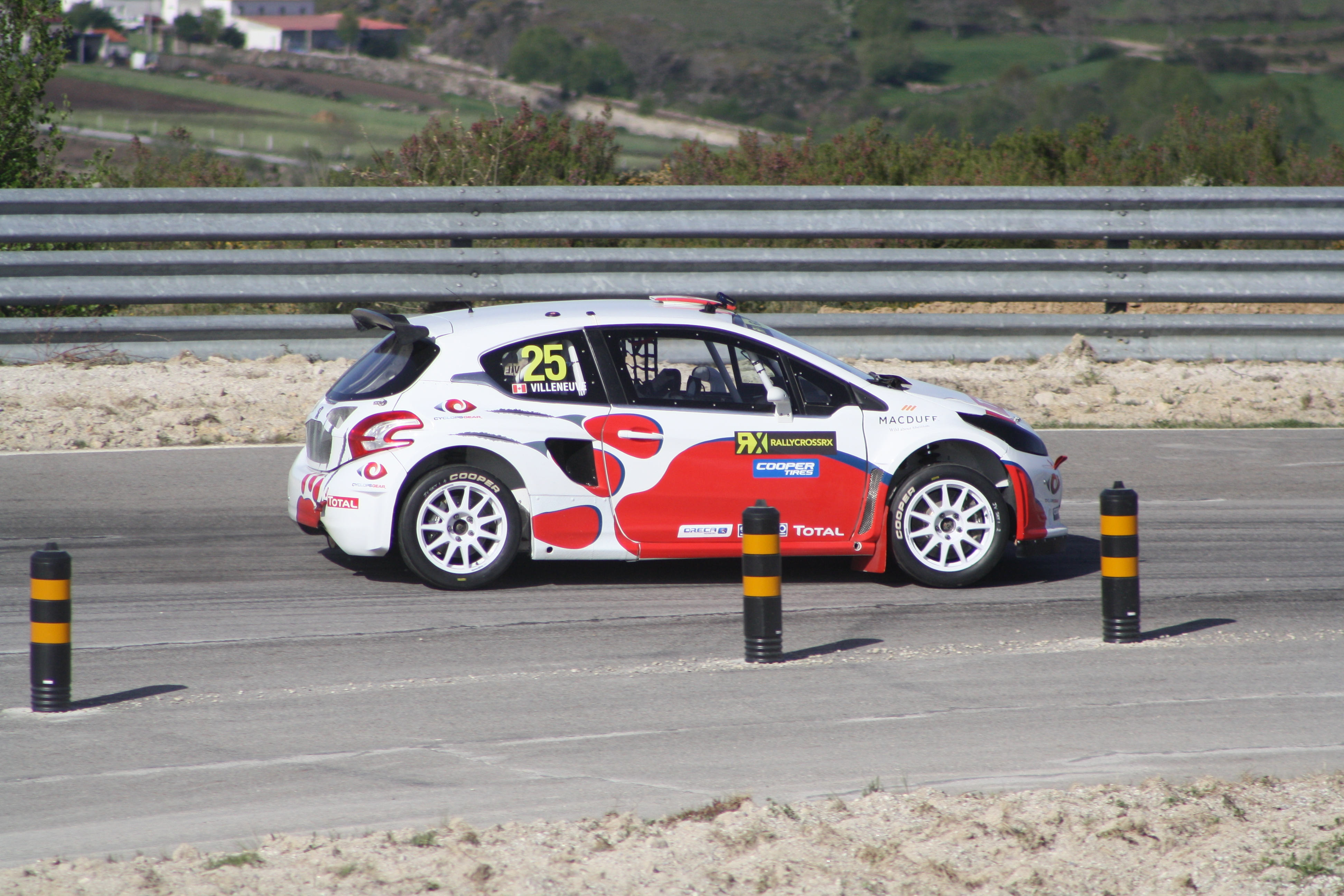
Jacques Villeneuve, en Championnat du monde de rallycross, en 2014, au Portugal.

En 2014, Jacques Villeneuve reprend la compétition. Il conclut un accord avec l'écurie Schmidt Peterson Motorsport (qui engage également le Français Simon Pagenaud) pour participer aux 500 Miles d'Indianapolis. Le 6 mai, il passe le Rookie Orientation Program nécessaire aux débutants pour participer à la compétition et termine quatorzième de la course
,.
Dans le même temps, Villeneuve, qui reste consultant pour Canal+, s'engage en Championnat du monde de rallycross, compétition dont 2014 est la saison inaugurale. Coéquipier d'Andy Scott, il pilote une Peugeot 208 de 600 ch de l'écurie britannique Albatec Racing. Villeneuve termine dix-septième, hors des points, de la première manche organisée au Portugal.
En août 2015, Jacques Villeneuve signe un contrat avec l'écurie Venturi pour participer au Championnat de Formule E FIA 2015-2016. Après 3 courses et aucun point marqué, il quitte la discipline en cours de saison.

### Participation au championnat de rallycross des Amériques
En août 2018, Jacques Villeneuve participe au Americas Rallycross, au sein de l'écurie Subaru Rally Team USA à bord d'une Subaru Impreza STI, sur la piste du Grand Prix de Trois-Rivières. Villeneuve se classe dernier des demi-finales.

### Autres activités

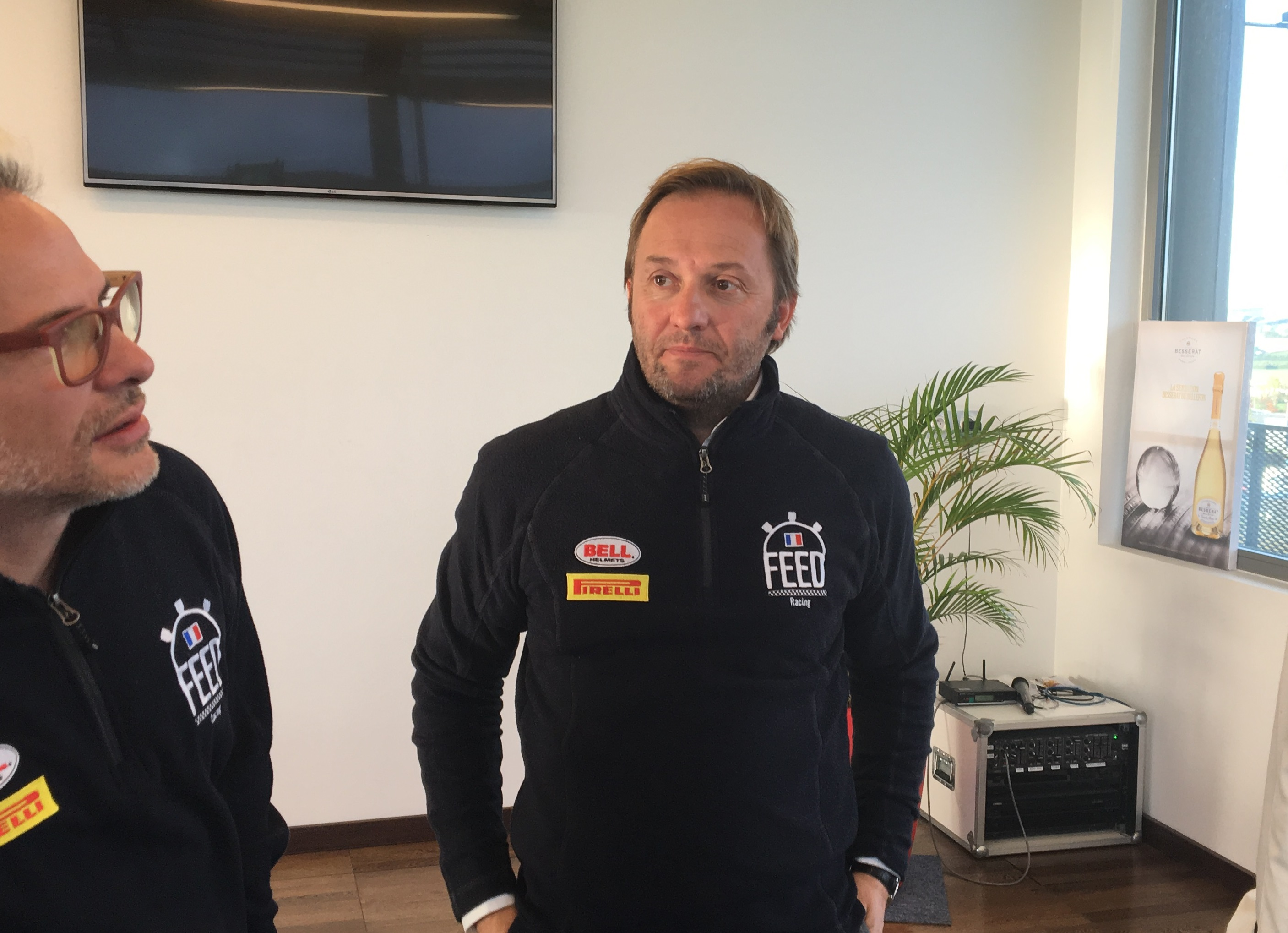
Villeneuve et Lemarié lors de la finale Feed Racing 2019

De 2001 à 2009, il est propriétaire du restaurant le Newtown en centre-ville de Montréal, fermé depuis 2016,.
En 2006, il sort un album intitulé Private Paradise dont est extrait le titre Accepterais-tu ? écrit par Marc Déry.
Il est récipiendaire, en 2008, de la médaille de l'Assemblée nationale du Québec.
En 2011, il prête sa voix à son alter ego automobile, commentateur du World Grand Prix, dans le film Cars 2.
En 2019, il crée Feed Racing avec son ami Patrick Lemarié. Il s'agit de stages de pilotage à Magny-Cours sur Formule 4 pour sélectionner de futurs talents et les faire engager en championnat de France de Formule 4. Les premières sélections ont lieu en avril 2019.

## Carrière et palmarès en sport automobile

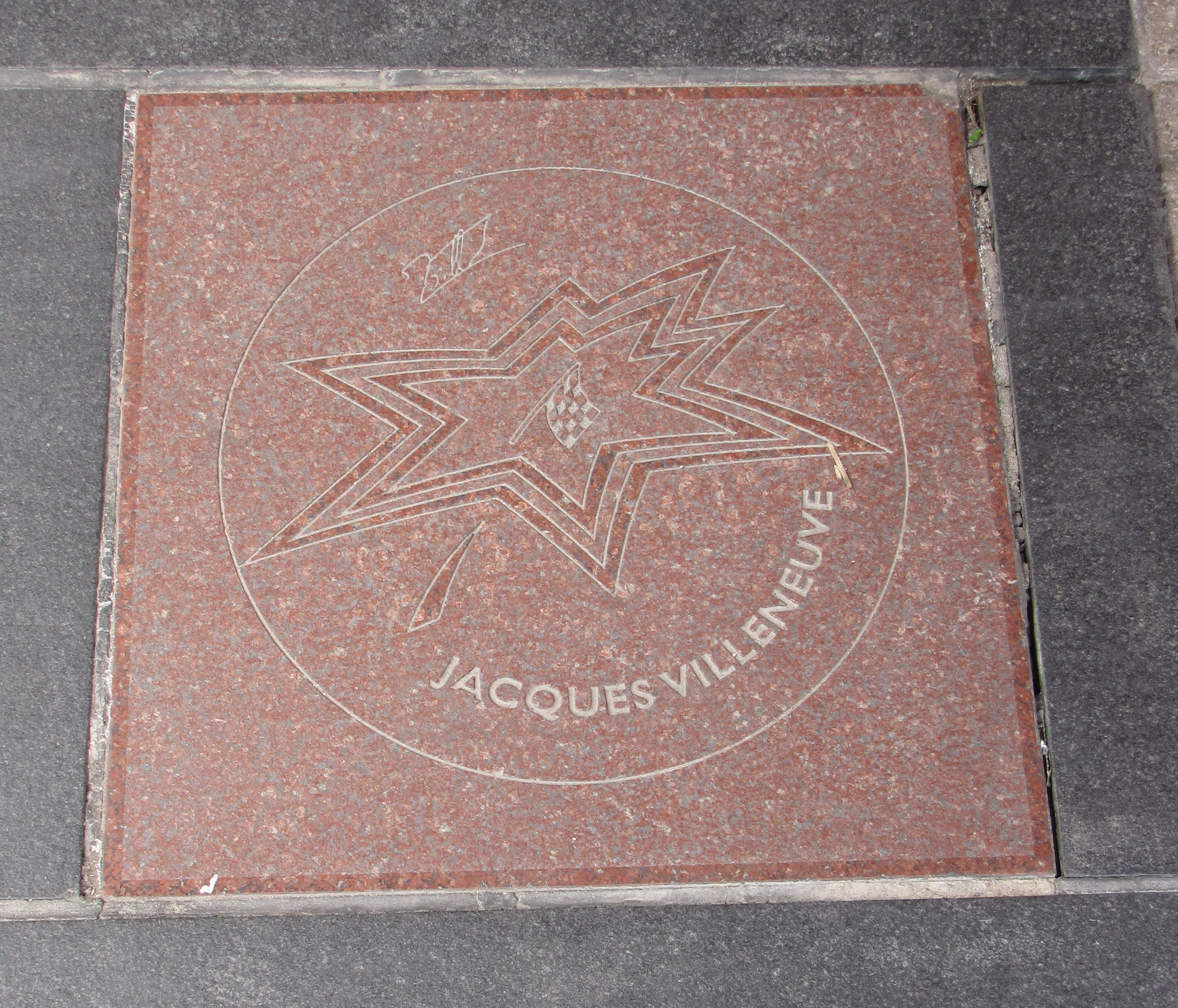
L'étoile de Jacques Villeneuve sur l'« Allée des célébrités canadiennes » (Canada's Walk of Fame) à Toronto.

- 1990 - Formule 3 italienne (13e du championnat)
- 1991 - Formule 3 italienne (6e du championnat)
- 1992 - Formule 3 japonaise (2e du championnat, 3 victoires)
- 1993 - Formule Atlantique (3e du championnat, 5 victoires)
- 1994 - CART chez Players Green (6e du championnat, 1 victoire, Rookie of the year, 2e aux 500 miles d'Indianapolis)
- 1995 - CART chez Players Green (Champion, 4 victoires, vainqueur des 500 miles d'Indianapolis), remporte le Trophée Lou Marsh récompensant le sportif canadien de l'année
- 1996 à 2006 - Formule 1
- 1996 - Vice-Champion du monde de Formule 1
- 1997 - Champion du monde de Formule 1 avec l'équipe Williams, remporte le Trophée Lou Marsh récompensant le sportif canadien de l'année
- 1998 - Officier de l'Ordre national du Québec
- 2007 - Sport-prototypes chez Peugeot (abandon aux 24 Heures du Mans 2007 sur la Peugeot 908 alors qu'il était en deuxième position.) Débuts en Nascar.
- 2008 - Sport-prototypes chez Peugeot (Victoire aux 1 000 kilomètres de Spa, 2e des 24 Heures du Mans 2008)
- 2009 - Speedcar Series
- 2023 - Championnat du monde d’endurance FIA chez Vanwall en Hypercar

### Résultats en championnat du monde de Formule 1
| Saison | Écurie                         | Châssis | Moteur                 | Pneus       | GP disputés | Pole positions | Victoires | Podiums | Meilleurs tours | Points inscrits | Classement |
| ------ | ------------------------------ | ------- | ---------------------- | ----------- | ----------- | -------------- | --------- | ------- | --------------- | --------------- | ---------- |
| 1996   | Rothmans Williams Renault      | FW18    | Renault RS8 V10        | Goodyear    | 16          | 3              | 4         | 11      | 6               | 78              | 2e         |
| 1997   | Rothmans Williams Renault      | FW19    | Renault RS9 V10        | Goodyear    | 17          | 10             | 7         | 8       | 3               | 81              | Champion   |
| 1998   | Winfield Williams              | FW20    | Mecachrome GC37-01 V10 | Goodyear    | 16          | 0              | 0         | 2       | 0               | 21              | 5e         |
| 1999   | British American Racing        | PR01    | Supertec FB01 V10      | Bridgestone | 16          | 0              | 0         | 0       | 0               | 0               | n.c.       |
| 2000   | Lucky Strike Reynard BAR Honda | 002     | Honda RA000E V10       | Bridgestone | 17          | 0              | 0         | 0       | 0               | 17              | 7e         |
| 2001   | Lucky Strike BAR Honda         | 003     | Honda RA001E V10       | Bridgestone | 17          | 0              | 0         | 2       | 0               | 12              | 7e         |
| 2002   | Lucky Strike BAR Honda         | 004     | Honda RA002E V10       | Bridgestone | 17          | 0              | 0         | 0       | 0               | 4               | 12e        |
| 2003   | Lucky Strike BAR Honda         | 005     | Honda RA003E V10       | Bridgestone | 14          | 0              | 0         | 0       | 0               | 6               | 14e        |
| 2004   | Mild Seven Renault F1 Team     | R24     | Renault RS24 V10       | Michelin    | 3           | 0              | 0         | 0       | 0               | 0               | n.c.       |
| 2005   | Sauber Petronas                | C24     | Petronas 05A V10       | Michelin    | 19          | 0              | 0         | 0       | 0               | 9               | 14e        |
| 2006   | BMW Sauber F1 Team             | F1.06   | BMW P86 V8             | Michelin    | 12          | 0              | 0         | 0       | 0               | 7               | 14e        |

| #  | Année | Manche | Grand Prix      | Circuit      | Écurie           | Voiture | Résumé |
| -- | ----- | ------ | --------------- | ------------ | ---------------- | ------- | ------ |
| 1  | 1996  | 04/16  | Europe          | Nürburgring  | Williams-Renault | FW18    | Résumé |
| 2  | 1996  | 10/16  | Grande-Bretagne | Silverstone  | Williams-Renault | FW18    | Résumé |
| 3  | 1996  | 12/16  | Hongrie         | Hungaroring  | Williams-Renault | FW18    | Résumé |
| 4  | 1996  | 15/16  | Portugal        | Estoril      | Williams-Renault | FW18    | Résumé |
| 5  | 1997  | 02/17  | Brésil          | Interlagos   | Williams-Renault | FW19    | Résumé |
| 6  | 1997  | 03/17  | Argentine       | Buenos Aires | Williams-Renault | FW19    | Résumé |
| 7  | 1997  | 06/17  | Espagne         | Barcelone    | Williams-Renault | FW19    | Résumé |
| 8  | 1997  | 09/17  | Grande-Bretagne | Silverstone  | Williams-Renault | FW19    | Résumé |
| 9  | 1997  | 11/17  | Hongrie         | Hungaroring  | Williams-Renault | FW19    | Résumé |
| 10 | 1997  | 14/17  | Autriche        | A1-Ring      | Williams-Renault | FW19    | Résumé |
| 11 | 1997  | 15/17  | Luxembourg      | Nürburgring  | Williams-Renault | FW19    | Résumé |

### Résultats aux500 milesd'Indianapolis
| Année | Voiture       | Équipe                  | Qualification | Résultat  |
| ----- | ------------- | ----------------------- | ------------- | --------- |
| 1994  | Reynard-Ford  | Forsythe-Green Racing   | 4e            | 2e        |
| 1995  | Reynard-Ford  | Team Green              | 5e            | Vainqueur |
| 2014  | Dallara-Honda | Sam Schmidt Motorsports | 27e           | 14e       |

### Résultats aux 24 Heures du Mans
| Année | Équipe             | no | Voiture             | Moteur                              | Pneus    | Cat. | Équipiers                   | Départ | Tours | Résultat         |
| ----- | ------------------ | -- | ------------------- | ----------------------------------- | -------- | ---- | --------------------------- | ------ | ----- | ---------------- |
| 2007  | Team Peugeot Total | 7  | Peugeot 908 HDi FAP | Peugeot HDi 5,5L Turbo V12 (Diesel) | Michelin | LMP1 | Nicolas Minassian Marc Gené | 3e     | 338   | Abandon (moteur) |
| 2008  | Team Peugeot Total | 7  | Peugeot 908 HDi FAP | Peugeot HDi 5,5L Turbo V12 (Diesel) | Michelin | LMP1 | Nicolas Minassian Marc Gené | 3e     | 381   | 2e               |

## Controverse politique
Lors du cocktail d'ouverture du Grand Prix automobile du Canada 2012, le 7 juin 2012, Jacques Villeneuve donne un entretien journalistique dans lequel il fustige la grève étudiante québécoise de 2012. Villeneuve traite les étudiants de fainéants et les invite à retourner en classe. De plus il affirme que « ces étudiants ont passé leur jeunesse à grandir sans que leurs parents leur disent non. C'est ce qu'on voit dans les rues en ce moment. Des gens qui passent leur temps à se plaindre. C'est devenu un peu ridicule. » Le 9 juin 2012, Villeneuve déclare avoir reçu des menaces à la suite de ses propos et parle désormais de terrorisme,.
En 2017, le gouvernement du Québec lui réclame 1,7 million de dollars canadiens d'impôts impayés ; en processus de recouvrement, le fisc québécois enregistre une hypothèque légale sur sa maison de Westmount ainsi que sur son domaine des Laurentides.
En octobre 2021, son nom est cité dans les Pandora Papers. L'émission Enquête de Radio-Canada et ICI RDI documente son utilisation de paradis fiscaux et autres stratagèmes pour éviter de payer des impôts,.

## Vie privée
En 2009, après trois ans de mariage, il divorce de sa femme Johanna Martinez dont il a eu deux fils, Jules et Joakim (au Grand Prix de Grande-Bretagne 2006, il avait arboré la mention "just married" à l'arrière de sa BMW Sauber).
En juin 2012, il se marie à São Paulo avec la Brésilienne Camila Lopes.
En novembre 2023, en marge du Grand Prix de Las Vegas, il épouse Giulia Marra, la mère de son septième enfant.